# خوان مانوئل باررا
خوان مانوئل باررا (انگلیسی: Juan Manuel Barrera؛ زادهٔ ۲۸ ژوئن ۱۹۹۱) بازیکن فوتبال است.
از باشگاه‌هایی که در آن بازی کرده‌است می‌توان به باشگاه فوتبال گودوی کروز اشاره کرد.